# Temnora funebris
Temnora funebris is een vlinder uit de familie van de pijlstaarten (Sphingidae). De wetenschappelijke naam van de soort werd in 1893 gepubliceerd door William Jacob Holland.